# Poligny (Jura)
Poligny is een gemeente in het Franse departement Jura (regio Bourgogne-Franche-Comté). De gemeente telde 4.089 inwoners op 1 januari 2022. De plaats maakt deel uit van het arrondissement Dole.
De plaats is bekend door de comté-kaas.

## Geschiedenis
Poligny werd al bewoond tijdens de Bronstijd. In de 18e eeuw werden twee mozaïeken opgegraven uit een Romeinse villa. Poligny werd voor het eerst vernoemd in 870.
Poligny was een graafschap dat zijn bloeitijd kende tijdens de 15e eeuw dankzij de zoutwinning, de wijnbouw en de handel. Toen werden het Sint-Claraklooster en de collegiale Sint-Hippolytus gebouwd. De pest van 1629 doodde tot de helft van de bevolking en de streek werd ook getroffen door de Dertigjarige Oorlog.
Boven de stad lag het Kasteel van Grimont. Koning Lodewijk XI van Frankrijk liet in 1481 het kasteel en de stad versterken. Het kasteel werd na 1641 ontmanteld op enkele muren en de 16e-eeuwse torens Tour de la Sergenterie en Tour de Paradis na. Door de Vrede van Nijmegen gingen Poligny en het vrijgraafschap Bourgondië definitief over naar Frankrijk.

## Bezienswaardigheden
- het Sint-Claraklooster met het schrijn van de heilige Coleta
- de collegiale Sint-Hippolytus, toegewijd aan Hippolytus van Rome
- de Onze-Lieve-Vrouw van Mouthier-le-Vieillard

## Geografie
De oppervlakte van Poligny bedroeg op 1 januari 2022 51,48 vierkante kilometer; de bevolkingsdichtheid was toen 79,4 inwoners per km².
De onderstaande kaart toont de ligging van Poligny met de belangrijkste infrastructuur en aangrenzende gemeenten.

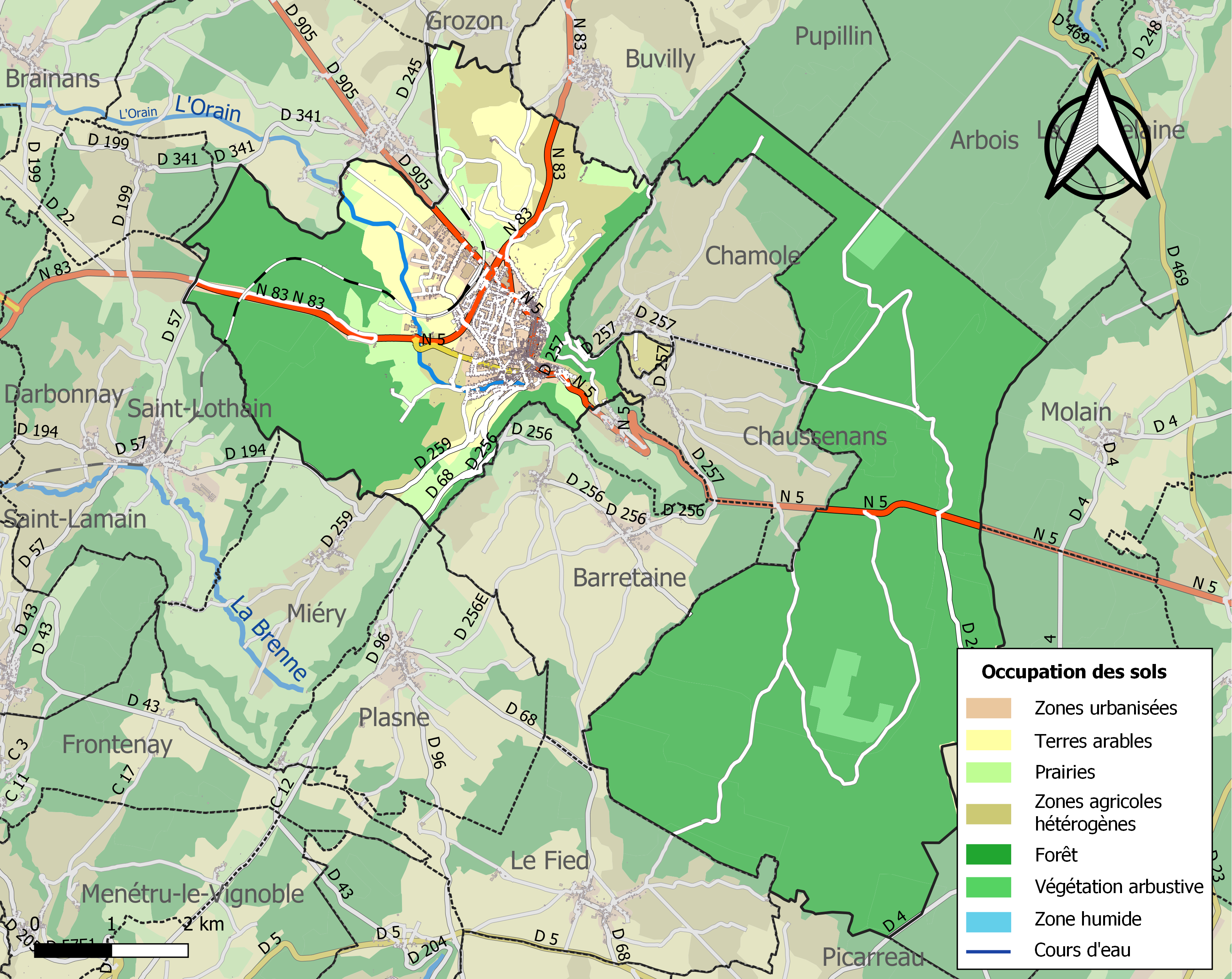

## Demografie
Onderstaande figuur toont het verloop van het inwonertal (bron: INSEE-tellingen).

## Sport
Poligny was op 21 juli 2023 aankomstplaats van een etappe in de wielerkoers Ronde van Frankrijk. De Sloveen Matej Mohorič won deze rit.

## Galerij

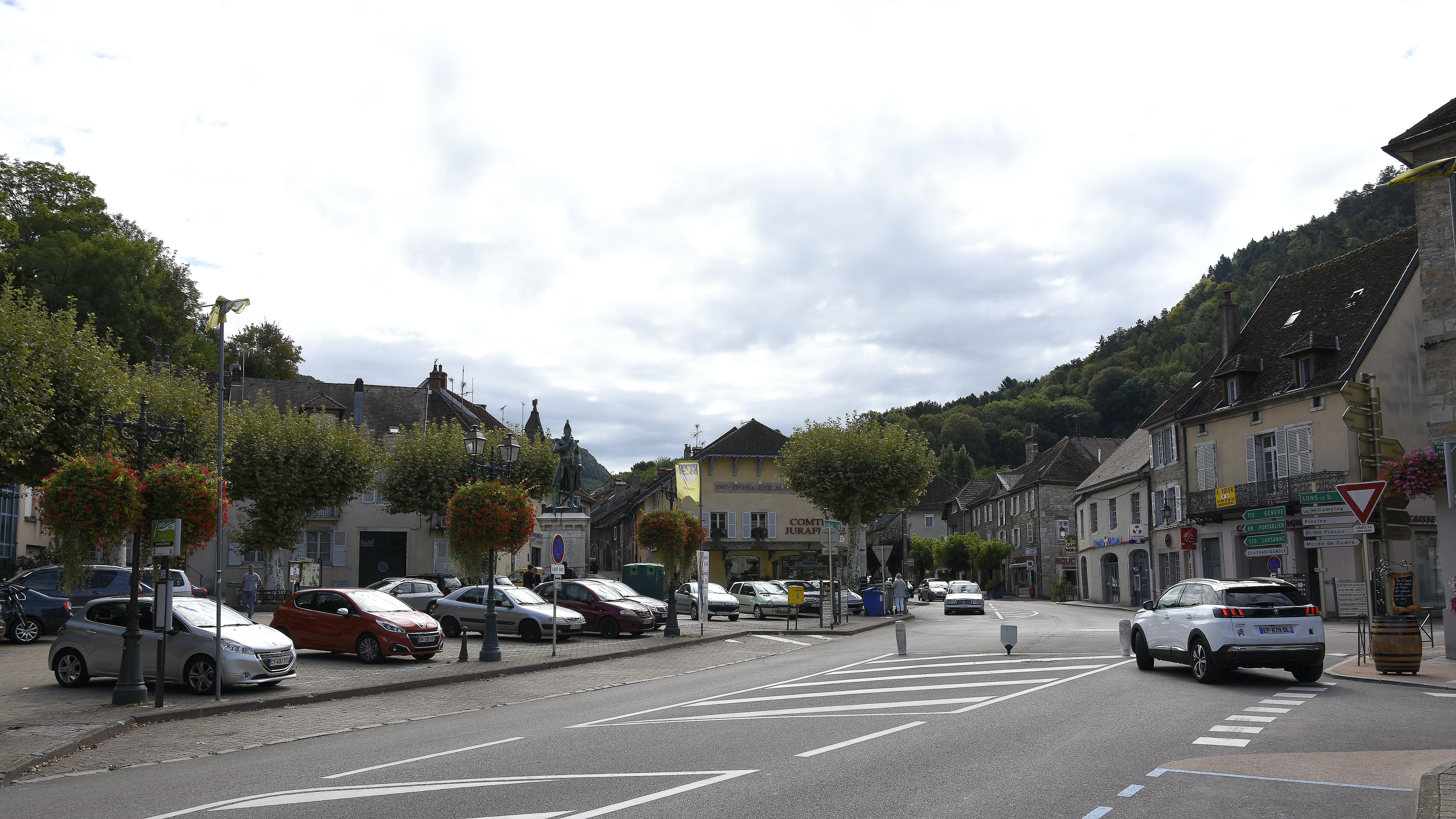
Poligny - Place des Déportés (Plein van de Gedeporteerden)
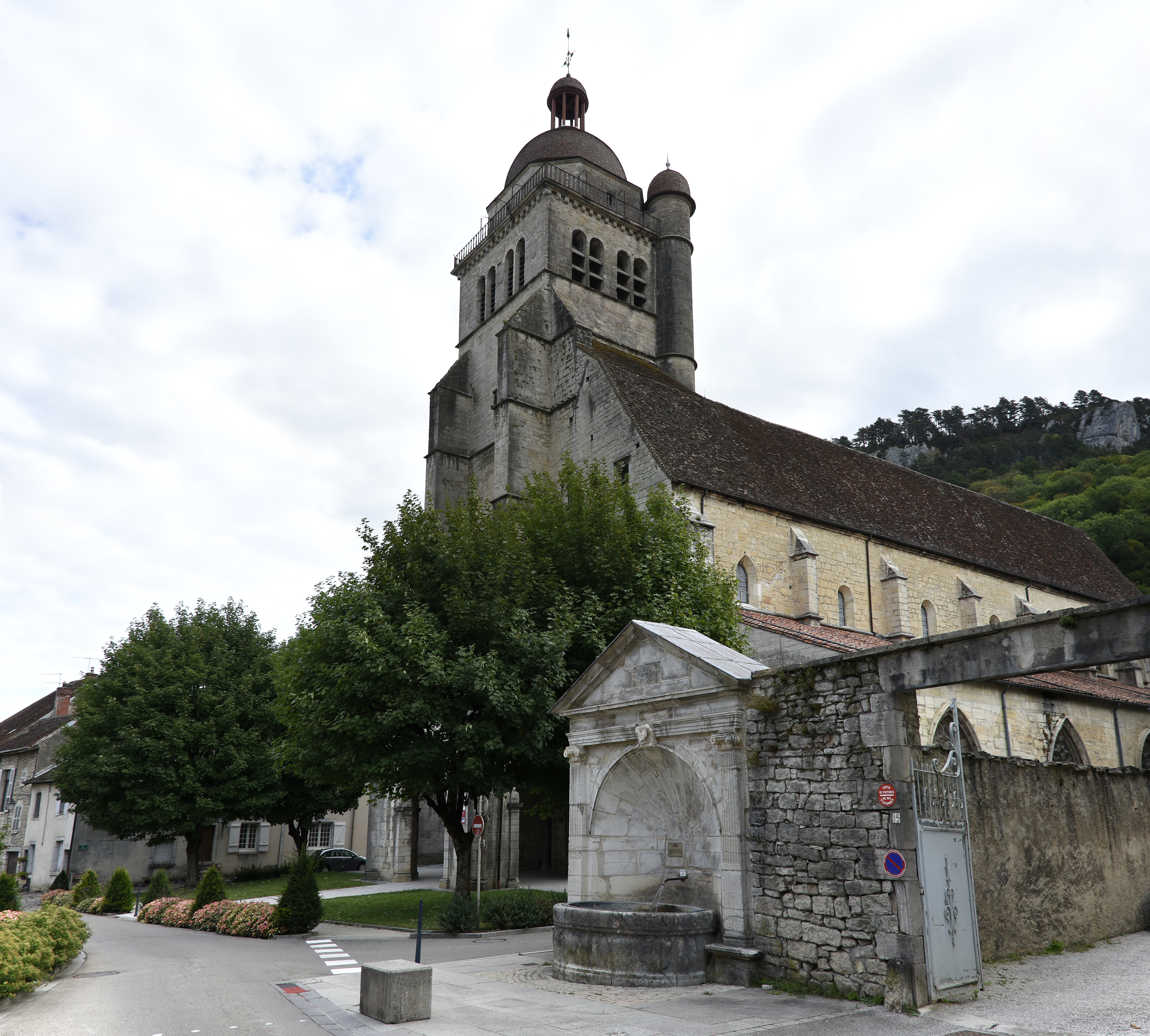
De Collegiale Sint-Hippolytus
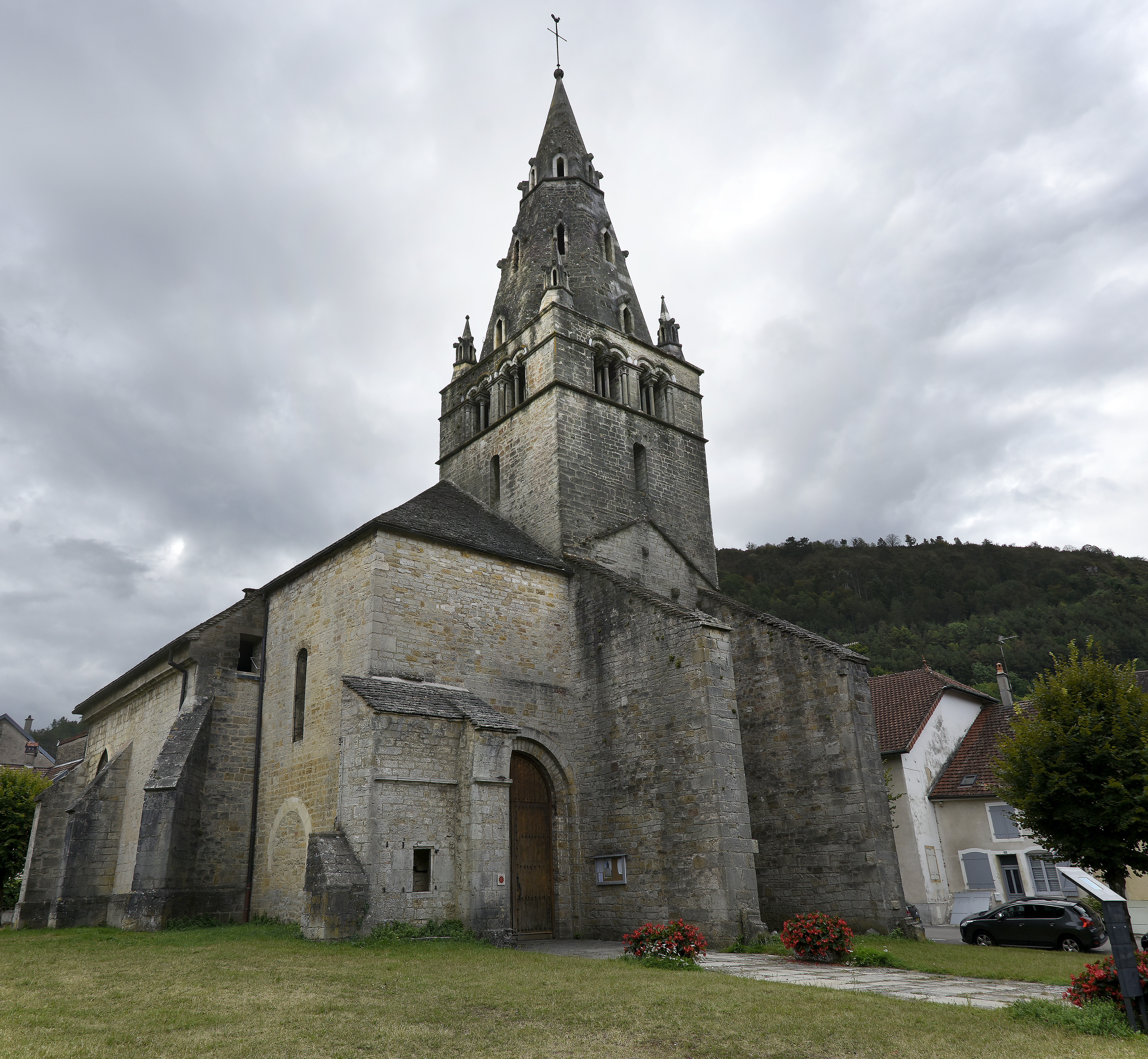
Onze-Lieve-Vrouw van Mouthier-le-Vieillard
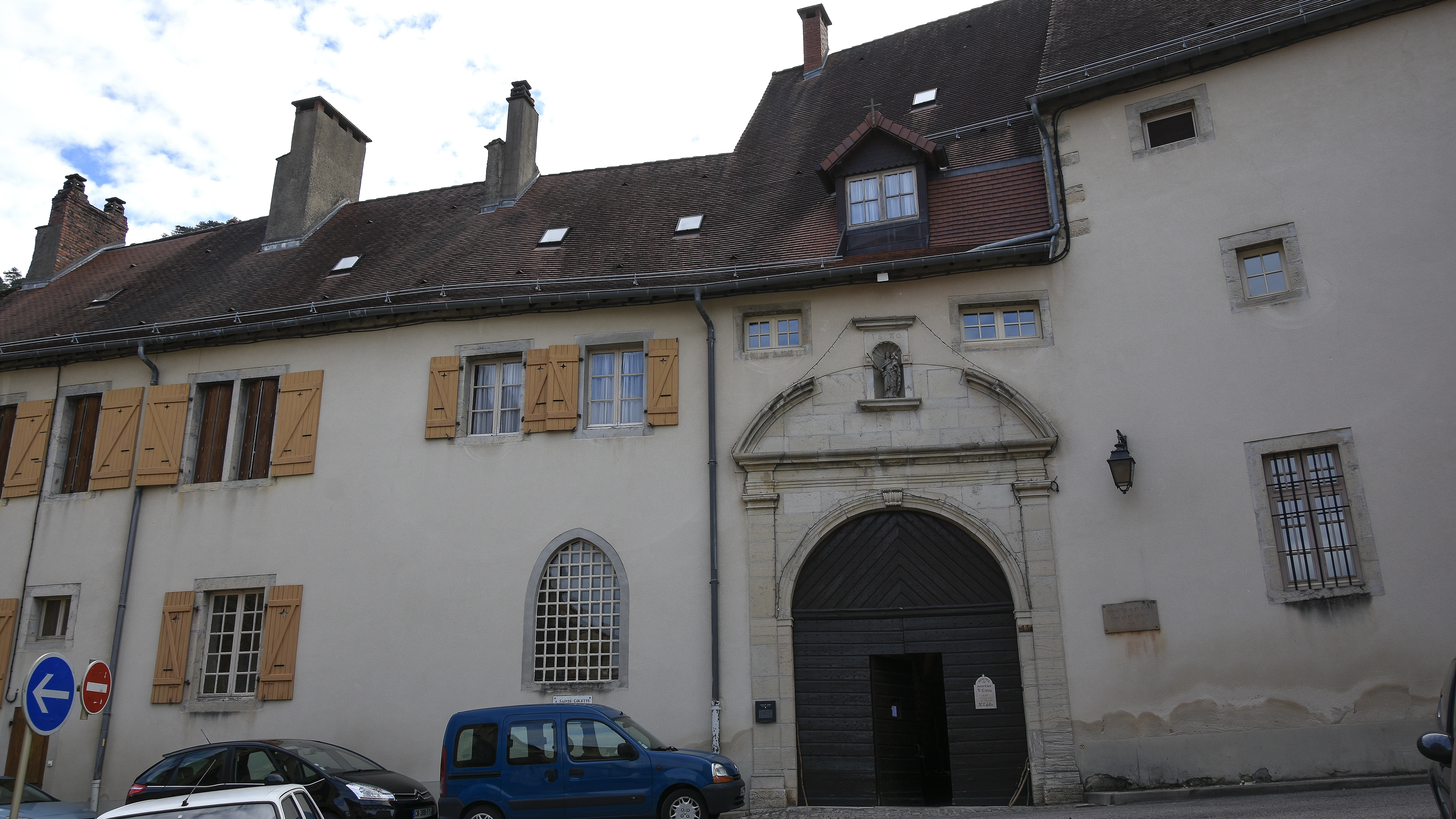
Het Sint-Claraklooster te Poligny

## Geboren
- Jean Chousat (?-1433), politicus
- Jacques Coitier (ca 1430-1506), arts
- Jean-Pierre Travot (1767-1836), militair